# Ostprignitz-Ruppiner Personennahverkehrsgesellschaft

Logo der ORP bis 2015

Die Ostprignitz-Ruppiner Personennahverkehrsgesellschaft mbH (ORP) ist ein regionales Busunternehmen mit Sitz in Kyritz. Sie führt den Öffentlichen Personennahverkehr im Landkreis Ostprignitz-Ruppin in Brandenburg durch.

## Geschichte
Die Ostprignitz-Ruppiner Personennahverkehrsgesellschaft wurde am 22. Mai 1992 von den ehemaligen Landkreisen Wittstock, Kyritz und Neuruppin gegründet und heute in Eigentümerschaft des Landkreises Ostprignitz-Ruppin. Sie verbindet die Ortschaften des Landkreises Ostprignitz-Ruppin im Linienbusverkehr davon ein Großteil Schülerverkehr im ländlichen Raum. Daneben werden auch Reisebusse bereitgestellt sowie Schienenersatzverkehr organisiert. Die ORP GmbH verfügt über fast 100 Omnibusse.

## Linienübersicht
| Linie | Endpunkte                                                                                          | Verlauf                                                                                            |          |
| ----- | -------------------------------------------------------------------------------------------------- | -------------------------------------------------------------------------------------------------- | -------- |
| 701   | Kyritz Lindenschule – Prignitz-Center – Finanzamt – St. Marienkirche – Friedhof – Untersee         | Kyritz Lindenschule – Prignitz-Center – Finanzamt – St. Marienkirche – Friedhof – Untersee         | StadtBus |
| 702   | Kyritz ↔ Kyritz                                                                                    | |          |
| 703   | Kyritz ↔ Breddin                                                                                   | Rehfeld – Berlitt – Barenthin – Kötzlin                                                            |          |
| 704   | Kyritz ↔ Neuruppin                                                                                 | Wusterhausen – Gartow – Gottberg – Dabergotz                                                       |          |
| 705   | Kyritz ↔ Babe                                                                                      | Zernitz – Krüllenkempe – Lohm – Roddahn                                                            |          |
| 706   | Kyritz ↔ Babe                                                                                      | Holzhausen – Zernitz – Breddin – Joachimshof                                                       |          |
| 707   | Kyritz ↔ Wulkow                                                                                    | Wusterhausen – Bantikow – Tramnitz – Schönberg                                                     |          |
| 711   | Kyritz ↔ Neuruppin                                                                                 | Wusterhausen – Bückwitz – Wildberg – Dabergotz                                                     | PlusBus  |
| 712   | Kyritz ↔ Neustadt                                                                                  | Holzhausen – Zernitz – Neuendorf                                                                   |          |
| 713   | Wusterhausen ↔ Vichel                                                                              | Kampehl – Bückwitz – Segeletz – Nackel                                                             |          |
| 714   | Kyritz ↔ Neustadt                                                                                  | Wusterhausen – Leddin – Plänitz – Kampehl                                                          |          |
| 715   | Neustadt ↔ Dreetz                                                                                  | Sieversdorf – Giesenhorst – Siegrothsbruch                                                         |          |
| 717   | Kyritz ↔ Drewen                                                                                    | Rüdow – Grünfelde                                                                                  |          |
| 719   | Neustadt ↔ Breddin                                                                                 | Neuendorf – Zernitz – Stüdenitz                                                                    |          |
| 740   | Wittstock Papenbrucher Chaussee – Bahnhof – Friedhof – Sudrowshof – Alt Daber                      | Wittstock Papenbrucher Chaussee – Bahnhof – Friedhof – Sudrowshof – Alt Daber                      | StadtBus |
| 741   | Wittstock ↔ Wittstock                                                                              | Zootzen – Gadow – Dossow – Siebmannshorst                                                          |          |
| 742   | Wittstock ↔ Herzsprung                                                                             | Papenbruch – Blandikow – Blumenthal – Grabow                                                       |          |
| 743   | Wittstock ↔ Wittstock                                                                              | Wernikow – Volkwig – Blesendorf – Heiligengrabe                                                    |          |
| 744   | Wittstock ↔ Kyritz                                                                                 | Scharfenberg – Karstedtshof – Herzsprung – Stolpe                                                  |          |
| 745   | Wittstock ↔ Meyenburg                                                                              | Dudel – Wulfersdorf – Freyenstein – Buddenhagen                                                    |          |
| 746   | Wittstock ↔ Flecken Zechlin                                                                        | Babitz – Schweinrich – Dranse – Berlinchen                                                         |          |
| 748   | Neuruppin ↔ Herzsprung                                                                             | Katerbow – Katerbow – Rägelin – Rossow                                                             |          |
| 752   | Neuruppin ↔ Wustrau                                                                                | Stöffin – Protzen – Walchow – Langen                                                               |          |
| 754   | Neuruppin ↔ Dannenfeld                                                                             | Bütow – Bechlin – Kränzlin – Walsleben                                                             |          |
| 756   | Neuruppin ↔ Fehrbellin                                                                             | Stöffiner Berg                                                                                     | PlusBus  |
| 757   | Fehrbellin ↔ Königshorst                                                                           | Lentzke – Brunne – Karwesee – Dechtow                                                              |          |
| R757  | Linum ↔ Betzin                                                                                     | Deutschhof – Königshorst – Lobeofsund – Dechtow                                                    | Rufbus   |
| 758   | Fehrbellin ↔ Nauen                                                                                 | Tarmow – Linum – Flatow – Tietzow – Börnicke                                                       |          |
| 759   | Neuruppin ↔ Wildberg                                                                               | Bechlin – Dabergotz – Küdow – Manker – Garz                                                        |          |
| 762   | Neuruppin ↔ Walsleben                                                                              | Storbeck – Frankendorf – Rägelin – Wahlendorf                                                      |          |
| 764   | Neuruppin ↔ Rheinsberg                                                                             | Alt Ruppin – Schönberg – Lindow – Heinrichsdorf                                                    | PlusBus  |
| 766   | Fehrbellin ↔ Wustrau                                                                               | Langen                                                                                             |          |
| 770   | Neuruppin Treskow – Krankenhaus – Behördenzentrum – Rheinsberger Tor Bhf. – Stadion – Alt Ruppin   | Neuruppin Treskow – Krankenhaus – Behördenzentrum – Rheinsberger Tor Bhf. – Stadion – Alt Ruppin   | StadtBus |
| 771   | Neuruppin Bahnhof West – Stadtwerke – Ruppiner Kliniken – Rheinsberger Tor Bhf. – W.-Rathenau-Str. | Neuruppin Bahnhof West – Stadtwerke – Ruppiner Kliniken – Rheinsberger Tor Bhf. – W.-Rathenau-Str. | StadtBus |
| 772   | Neuruppin Rheinsberger Tor Bhf. – Nietwerder – Alt Ruppin                                          | Neuruppin Rheinsberger Tor Bhf. – Nietwerder – Alt Ruppin                                          | StadtBus |
| 777   | Neuruppin ↔ Wustrau                                                                                | Wuthenow – Gnewikow – Karwe – Radensleben                                                          |          |
| 779   | Neuruppin ↔ Zermützel                                                                              | Alt Ruppin – Zippelsförde – Molchow – Krangen                                                      |          |
| 782   | Beetz ↔ Wall                                                                                       | |          |
| 784   | Lindow ↔ Keller                                                                                    | |          |
| 785   | Rheinsberg ↔ Mirow                                                                                 | Linow – Möckern – Flecken Zechlin – Zempow                                                         |          |
| 787   | Neuruppin ↔ Flecken Zechlin                                                                        | Gühlen Glienicke – Wallitz – Kagar                                                                 |          |
| 788   | Rheinsberg ↔ Großzerlang                                                                           | Zechlinerhütte – Prebelow – Kleinzerlang                                                           |          |
| 791   | Neuruppin ↔ Lindow                                                                                 | Alt Ruppin – Wulkow – Herzberg – Seebeck                                                           |          |
| 792   | Lindow ↔ Hindenberg                                                                                | Gühlen – Keller – Banzendorf                                                                       |          |
| 794   | Neuruppin ↔ Rheinsberg                                                                             | Kuhburgsberg – Gühlen Glienicke – Zühlen – Zechow                                                  |          |

### PlusBus
Gemeinsam mit dem Verkehrsverbund Berlin-Brandenburg hat die Ostprignitz-Ruppiner Personennahverkehrsgesellschaft das Angebot auf den Linien 711 (Neuruppin – Wusterhausen – Kyritz) und 764 (Neuruppin – Lindow – Rheinsberg) zum 17. April 2015 zu einem PlusBus aufgewertet. Seit dem 15. April 2019 verkehrt auch die Linie 756 (Neuruppin – Fehrbellin) als PlusBus.

### Rheinsberger Seenbus
Im Jahr 2008 startete die Stadt Rheinsberg in Kooperation mit der ORP und dem VBB das saisonale Projekt Rheinsberger Seenbus, das auf den Linien 785 und 788 verkehrt. Die Abfahrtszeiten ab dem Bahnhof Rheinsberg (Mark) wurden so abgestimmt, dass Touristen aus der ankommenden Regionalbahn direkt mit dem Bus in die Ortsteile rund um Rheinsberg gelangen können.

### Schlösserlinie
Die Schlösserlinie 785 verkehrt in der Saison täglich zweimal zwischen dem ZOB in Mirow und dem Rheinsberger Bahnhof, an dem Anschluss zur Bahn besteht. Diese Linie verbindet das Rheinsberger mit dem Mirower Schloss und dient vor allem dem touristischen Verkehr.

## Verkehrsverbund Berlin-Brandenburg
Seit dem 1. Januar 2005 ist die Ostprignitz-Ruppiner Personennahverkehrsgesellschaft Mitglied im Verkehrsverbund Berlin-Brandenburg, sodass der Tarif flächendeckend angewendet wird.

## Subunternehmen
Die Ostprignitz-Ruppiner Personennahverkehrsgesellschaft setzt auch Busse von Subunternehmen verschiedener Partner ein. So verkehren zum Beispiel auf einigen Linien (Reise)Busse von anderen Bus- und Taxiunternehmen.